# Jota Ramos
 (juin 2011).
Si vous disposez d'ouvrages ou d'articles de référence ou si vous connaissez des sites web de qualité traitant du thème abordé ici, merci de compléter l'article en donnant les références utiles à sa vérifiabilité et en les liant à la section « Notes et références ».
Jota Ramos est un rappeur colombien. Il est originaire de Villa Rica. Il a créé le groupe de rap Soporte Klan. Il se considère comme un pacifiste. 

## Sources
- http://www.bbc.co.uk/worldservice/programmes/2010/08/100802_jota_ramos.shtml